# ساخت ژاپن
ساخت ژاپن (به انگلیسی: Made in Japan) نام یک آلبوم زنده و دودیسکه از گروه موسیقی راک انگلیسی دیپ پرپل است که در طی اولین تور آن‌ها در ژاپن در اوت ۱۹۷۲ ضبط شد. این در اصل در دسامبر ۱۹۷۲ در بریتانیا و در آوریل ۱۹۷۳ نیز در ایالات متحده انتشار یافت. در نظرسنجی مجله رولینگ استون و به رای خوانندگان این مجله، ساخت ژاپن ششمین آلبوم زندهٔ برترِ همهٔ زمان‌ها انتخاب شده‌است.

## بازخوانی آلبوم
گروه پراگرسیو متالِ امریکایی با نام دریم تیتر این آلبوم را دو بار در سال ۲۰۰۶ در ژاپن باخوانی کرده‌است.

## فهرست آهنگ‌ها
- تمام آهنگ‌ها توسط جان لرد،ریچی بلکمور،ایان پیس،ایان گیلان ،راجر گلاور سروده شده‌است.به جز «Lucille» که ریچی بلکمور و آلبرت کالینز مشترکاً سروده‌اند.

### CD 1 - Made in Japan
1. Highway Star
2. Child in Time
3. Smoke on the Water
4. The Mule (تکنوازی درام)
5. Strange Kind of Woman
6. Lazy
7. Space Truckin

### CD 2 - The Encores
1. Black Night - 6:17
2. Speed King - 7:25
3. Lucille - 8:03